# Acalypha pulogensis
Acalypha pulogensis là một loài thực vật có hoa trong họ Đại kích. Loài này được Sagun & G.A.Levin mô tả khoa học đầu tiên năm 2007.